# Robert Neumüller
Robert Neumüller (* 5. Jänner 1959 in Zwettl-Niederösterreich) ist ein österreichischer Kameramann, Regisseur und Drehbuchautor.

## Leben
Robert Neumüller maturierte am Bundesrealgymnasium Krems, studierte an der Hochschule für Musik und darstellende Kunst in Wien. Dort schloss er 1985 die Fachgebiete Kamera, Drehbuch und Kulturmanagement mit einstimmiger Auszeichnung ab.
Von 1985 bis 1993 war er als Produktionsassistent im ORF angestellt. Seit 1993 arbeitet er als freiberuflicher Kameramann für Film und Fernsehen und seit 2001 auch als Regisseur und Drehbuchautor.
Er ist mit Catrin Neumüller (geb. Wesemann) verheiratet und hat drei Söhne, Georg (* 1991), Jakob (* 1997), Simon (* 2001).

## Arbeit
Robert Neumüller war als Kameramann bei über 200 Projekten engagiert, darunter Kino- und Fernsehspielfilme, Serien und Dokumentarfilme.
Von 2002 bis 2013 war er wissenschaftlicher Beirat an der Donau-Universität Krems, der Österreichischen Filmgalerie und seit 2013 ist er Kuratoriumsmitglied des Otto Mauer Fonds.
Porträts und Dokumentationen aus dem Bereich Kultur, Historie, Zeitgeschichte und Religion bilden heute den Schwerpunkt seiner Arbeit, zumeist in der Kombination von Drehbuch, Kamera und Regie. Zu seinen Auftraggebern zählen ORF, arte, ARD, ZDF, 3-sat. Zu seinen Filmen über Axel Corti und Joe Zawinul hat er jeweils auch ein Buch herausgegeben.
2016 wurde er für seine Arbeiten mit dem Axel-Corti-Preis ausgezeichnet, „für seine berührenden Porträts und bewegenden historischen Dokumentationen“ (Begründung der Jury).
2024 wurde in Wien das "JOHANN STRAUSS Museum" eröffnet, bei dem Robert Neumüller als Gestalter mitgearbeitet hat und bei dem er auch als Gesellschafter beteiligt ist.

## Arbeiten als Kameramann (Auswahl)

### Dokumentarfilm
- 1992 „Hymne auf die Stille“, Regie: Johannes Fabrick
- 1993 „Wiener Lust“, Regie: Christian Rischert (Bayerischer Fernsehpreis)
- 1994 „Land der Täler - Im Weinviertel“, Regie: Johannes Fabrick
- 1996 „The Wanderer – Franz Schubert“, Regie: Mischa Scorer
- 1999 / 2000 „Wunderland“ (3 Folgen), Regie: Stefan Pichl
- 2001 „Italien – Land der Verheißung“ (7 Folgen), Regie: Christian Rischert
- 2003 „Lotus und Schwert“, Regie: Volker Großkopf und Herbert Fechter
- 2004 „An der Mündung des Flusses:  Die Klöster Cocos, Saon und Letea“, Regie: Volker Schmidt
- 2005 „Sigmund Freud – Freud euch! Sigmunds Wege und Erkenntnisse“, Regie Otto Brusatti
- 2006 „Schlurf – Im Swing gegen den Gleichschritt“, Regie Wolfgang Beyer, Mona Ladurner
- 2006 „Die Motesiczkys – Stillleben mit Cello Jagdhund und Staffelei“, Regie: Frederick Baker
- 2009 „Universum – Das weite Land“, Regie: Alfred Vendl und Robert Neumüller
- 2009 „Terra X – Der Fluch des Diamanten“, Regie: Stephan Köster
- 2010 „Der Traum vom Gelobten Land – Theodor Herzl und das moderne Israel“, Regie: Monika Czernin
- 2011 „Die große Reise“, Regie: Helmut Manninger
- 2012 „Menschen töten“ Regie: Jonny Roth
- 2018 „Giuseppe Garibaldi - Der inszenierte Rebell“ Regie: Martin Betz / Beverly Blankenship

### Serie
- 2000/2001 „Julia – eine ungewöhnliche Frau“, Staffel 3, Regie: Holger Barthel

### Fernsehspielfilme
- 1996 „Bernhardiner und Katz“, Regie: Johannes Fabrick
- 1998 „Zerschmetterte Träume – eine Liebe in Fesseln“, Regie: Johannes Fabrick
- 1998 „Lieselotte“, Regie: Johannes Fabrick
- 1999 „Der Hund muss weg“, Regie: Beverly Blankenship

### Kinofilme
- 1997 „Suzie Washington“, Regie: Florian Flicker (Bester Film Diagonale 1998, Birgit Doll Best Actress, Fort Lauderdale, 1998)
- 1998 „Beastie Girl“, Regie: Johannes Fabrick (Sabina Riedel Beste Hauptdarstellerin, Diagonale 1999)

## Regie und Kamera (Auswahl)
- 2001 „Streifenweise – Der Maler Heinz Greissing“
- 2002 „Die Steinspur – Karl Prantl“
- 2003 „Warst Du Axel Corti ?“
- 2005 „Elias Canetti – Die Wiener Jahre“
- 2006 „Friedrich Cerha – So möchte ich auch fliegen können“
- 2007 „Bosnien–Herzegowina – Ein Wunder, das nicht glänzt“, („Balkan Express“ – 10-teilige Serie)
- 2007 „Im Universum des Weins“
- 2008 „Temeswar.com“, („Balkan Express“ – 10-teilige Serie)
- 2009 „Joe Zawinuls Erdzeit“
- 2010 „Wie aus Franz Liszt wurde“
- 2011 „Mariss Jansons – Musik ist die Sprache von Herz und Seele“
- 2012 „Adam´s Peak – Zwischen Himmel und Erde“ (mit Christoph Ransmayr)
- 2013 „Schatten der Vergangenheit – Die Wr. Philharmoniker im Nationalsozialismus“
- 2014 „Der taumelnde Kontinent“ – „The Vertigo Years“ (3 Teile nach dem gleichnamigen Buch von Philipp Blom)
- 2015 „Der Wiener Stephansdom – Die Wiedergeburt eines Wahrzeichens“
- 2016 „Prosit Neujahr – 75 Jahre Neujahrskonzert“
- 2016 „Ich bin nicht wichtig – Elizabeth T. Spira im Portrait“
- 2016 „Dem Geheimnis auf der Spur - Bruder David Steindl-Rast“
- 2017 „The Rhythm of Vienna“, Pausenfilm Neujahrskonzert der Wiener Philharmoniker 2017
- 2018 „Bodo Janssen - Das Leben lieben lernen“
- 2018 „Patricia Kopatchinskaja - Vivaldi, Wien und Weihnachten“
- 2019 „See you in Vienna - May 2020“
- 2019 „Die dunklen und hellen Seiten der Nacht“
- 2020 „André Heller´s Hauskonzerte: Günther Groissböck, Camilla Nylund“
- 2020 „Proben mit Franz Welser-Möst“
- 2021 „André Heller´s Hauskonzerte: Rudolf Buchbinder“
- 2021 „Camilla Nylund singt Meisterwerke aus The Great American Songbook“ mit dem RSO Wien
- 2022 „Hauskonzert von André Heller“
- 2023 Go East!
- 2025 Weil die Seele atmen muss - Kardinal Schönborn

## Herausgeber
- 2003 „Axel Corti – Filme, Texte und Wegbegleiter“, Weitra, Verlag Bibliothek der Provinz, ISBN 978-3-85252-541-9.
- 2009 „Joe Zawinuls Erdzeit“, Weitra, Verlag Bibliothek der Provinz, ISBN 978-3-85252-945-5.

## Preise und Auszeichnungen
- 1985 Würdigungspreis des BM f. Wissenschaft und Forschung
- 1992 „Goldener Kader“ für Beste Kamera Dokumentarfilm: „Hymne auf die Stille“
- 1994 „Goldener Kader“ für Beste Kamera Dokumentarfilm: „Land der Täler - Im Weinviertel“
- 2004 Nominiert für den „Fernsehpreis der Erwachsenenbildung“: „Warst Du Axel Corti ?“
- 2006 Nominiert für den „Fernsehpreis der Erwachsenenbildung“: „Friedrich Cerha – So möchte ich auch fliegen können“
- 2008 „Erasmus – Euromedia Grand Award“ für „Balkan Express“
- 2008 Oenovideo Festival-Paris:  Bester Film, Bestes Drehbuch, Bester Fremdsprachiger Film, Prix Vin-Santé de Vivre: „Im Universum des Weins“
- 2009 Nominiert für den „Fernsehpreis der Erwachsenenbildung“ 2009: „Joe Zawinuls Erdzeit“
- 2014 „EuroMedia Special Award“ für „Der taumelnde Kontinent“ – „The Vertigo Years“
- 2015 Romy für die beste TV-Dokumentation, „Der taumelnde Kontinent“ – „The Vertigo Years“
- 2016 Nominiert für den „Fernsehpreis der Erwachsenenbildung“: „Der Wiener Stephansdom – Die Wiedergeburt eines Wahrzeichens“
- 2016 Axel-Corti-Preis
- 2018 Prälat-Leopold-Ungar-JournalistInnenpreis – Anerkennungspreis TV[2]
- 2019 „Silver Dolphin“ Cannes Corporate Media & TV Awards für „See you in Vienna, May 2020“
- 2022 Goldenes Ehrenzeichen für Verdienste um das Bundesland Niederösterreich
- 2022 Shortlist Golden Prague Festival: „Camilla Nylund Sings Masterpieces From The Great American Songbook“